# Ханская (аэродром)

Ханская — военный аэродром в Республике Адыгея. Расположен в 3 км восточнее станицы Ханской, в 6 км северо-западнее города Майкопа. Дислоцируется 272-я учебная авиационная Полоцкая орденов Суворова и Кутузова авиационная база 2-го разряда Краснодарского высшего военного авиационного училища лётчиков имени Героя Советского Союза А.К. Серова. На вооружении стоят учебные самолёты L-39.
Аэродром Ханская 2 класса, способен принимать самолёты Ту-134, Ан-12, Ил-18 и все более лёгкие, а также  вертолёты всех типов.
До 2009 года являлся аэродромом совместного базирования и использовался также как аэропорт гражданской авиации.

## Данные аэродрома
- Наименование — Ханская (eng Khanskaya)
- Индекс ЬРКХ / XRKH, гражданский индекс URKH / УРКХ.
- КТА — N44.67953° E040.03607°
- Превышение 183 м (22 гПа)
- Позывной — Вышка 124.0 МГц «Сократ»
- Нкр.= 600 м
- ВПП 1 — 04L/22R 2500х40 бетон
- Круг полётов RR
- Освещение — постоянное
- ВПП 2 — 04R/22L 2500х40 грунт
- Круг полётов RR
- Освещение — нет

Примечание. Грунтовая ВПП 04R/22L не поддерживается.

## История
В послевоенное время на аэродроме дислоцировалось две эскадрильи 709-го учебного авиационного полка (в/ч 55661). 709-й УАП обеспечивал учебный процесс Армавирского высшего военного авиационного Краснознаменного училища летчиков.
В 1961 году аэродром подвергся реконструкции.
20 августа 1991 года, в связи с реформированием Вооружённых сил, 761-й Полоцкий орденов Суворова и Кутузова учебный авиационный полк, базировавшийся на аэродроме  Аджикабул (Азербайджанская ССР), был объединён с 709-м учебным авиационным полком Армавирского ВВАУЛ и выведен в ноябре того же года в Майкоп на аэродром «Ханский». При этом действительное наименование и регалии полка перешли к расформированному 709-му УАП.
Постановлением Правительства Российской Федерации от 10 мая 2001 года и приказом Министра обороны России № 278 от 23 июня 2001 года к Краснодарскому военному авиационному институту присоединены Армавирский и Балашовский военный институт. Полк переподчинён Краснодарскому военному авиационному институту.
Также аэродром Ханская периодически использовался гражданской авиацией.
В связи с нарушением требований по обеспечению безопасности, полёты воздушных судов гражданской авиации на аэродромах Майкоп и Ханская прекращены в сентябре 2009 года, свидетельства о государственной регистрации и годности  этих аэродромов к эксплуатации аннулированы Росавиацией.
В 2009 году 761-й Полоцкий орденов Суворова и Кутузова учебный авиационный полк расформирован. На аэродроме сформирована 272-я учебная авиационная Полоцкая орденов Суворова и Кутузова авиационная база 2-го разряда.
В 2010 году власти Адыгеи выступали с инициативой проведения реконструкции аэродрома за счёт средств федерального бюджета России.
10 октября 2024 года в ходе российского вторжения в Украину аэродром был атакован украинскими дронами, в результате которого начался пожар. Жители близлежащего посёлка Родниковый были эвакуированы.